# Psila nigricornis
Psila nigricornis är en tvåvingeart som beskrevs av Johann Wilhelm Meigen 1826. Psila nigricornis ingår i släktet Psila och familjen rotflugor.
Artens utbredningsområde är British Columbia. Inga underarter finns listade i Catalogue of Life.